# Johnny Hubbard
John „Johnny“ Gaulton Hubbard (* 16. Dezember 1930 in Pretoria; † 21. Juni 2018) war ein südafrikanischer Fußballspieler.

## Karriere
Johnny Hubbard begann seine Karriere in seiner südafrikanischen Geburtsstadt Pretoria beim Berea Park FC. Mit einer Körpergröße von nur 159 cm spielte er als Flügelspieler. Im Jahr 1949 kam er zu den Glasgow Rangers. Mit dem Verein wurde er in den 1950er Jahren fünfmal schottischer Meister und zweimal Pokalsieger. Er war ein Spieler in der ersten Rangers-Mannschaft, die in Europa international spielte, als sie am Europapokal der Landesmeister 1956/57 teilnahm. Zudem war er der erste afrikanische Spieler, der in einem europäischen Wettbewerb zum Einsatz kam, und gegen OGC Nizza im Oktober 1956 als erster ein Tor erzielen konnte. In seiner Karriere bei den Rangers erzielte er 65 von 68 Elfmetertoren, wodurch er den Spitznamen „Penalty King“ erhielt. Im Old Firm am 1. Januar 1955 erzielte er als letzter Rangers-Spieler einen Hattrick in einem Ligaspiel gegen Celtic. Der populärere Hubbard absolvierte für die Rangers insgesamt 238 Pflichtspiele und erzielte 104 Tore zwischen 1949 und 1959. Von 1959 bis 1962 spielte er drei Jahre in England beim FC Bury, mit dem er 1961 die Drittligameisterschaft gewann. Danach ließ er seine Karriere bei Ayr United ausklingen und wurde Sportlehrer. Nach seinem Karriereende wurde Hubbard in die Hall of Fame der Rangers gewählt.
Er lebte zuletzt in Ayrshire im Südwesten Schottlands. Im hohen Alter besuchte er noch Spiele der Rangers im Ibrox Park. Er starb am 21. Juni 2018 im Alter von 87 Jahren.

## Erfolge
mit den Glasgow Rangers:
- Schottischer Meister (5): 1950, 1953, 1956, 1957, 1959
- Schottischer Pokalsieger (2): 1950, 1953

mit dem FC Bury:
- Englischer Drittligameister (1): 1961